# Natriumtrifluoracetat

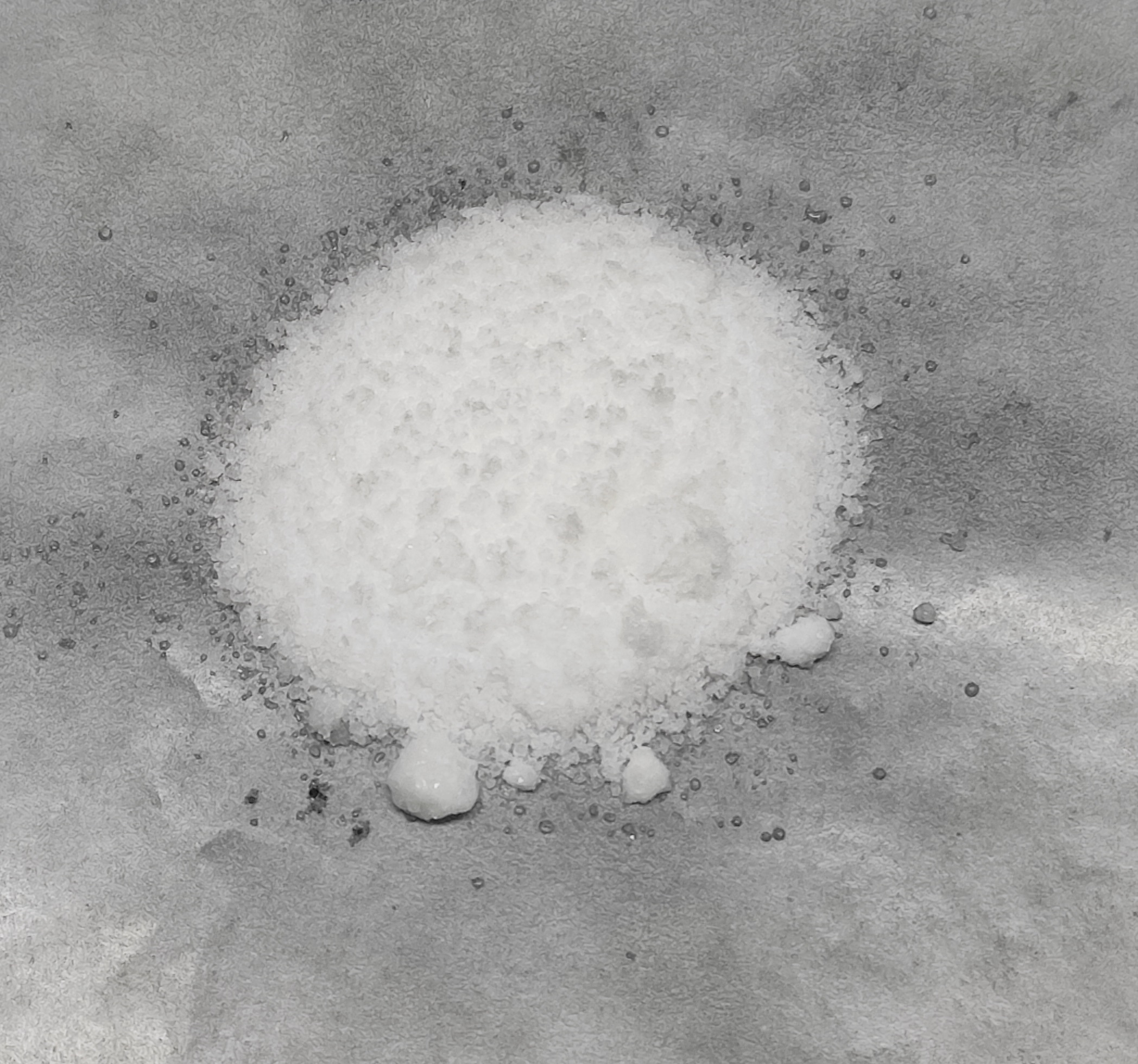
Natriumtrifluoracetat

Natriumtrifluoracetat ist eine chemische Verbindung des aus der Gruppe der Trifluoracetate.

## Gewinnung und Darstellung
Natriumtrifluoracetat kann durch Reaktion von Trifluoressigsäure mit einer Natriumcarbonatlösung gewonnen werden.
{\displaystyle {\ce {Na2CO3 + 2 CF3COOH -> 2 CF3COONa + H2O + CO2}}}
Die Verbindung kann auch durch Elektrolyse von wässrigen Fluorwasserstofflösungen von Essigsäure oder durch Oxidation von F3CCCl=CCl2 mit Natriumhypochlorit (+ 5 % Kaliumpermanganat) in Gegenwart von Natriumhydroxid dargestellt werden.

## Eigenschaften
Natriumtrifluoracetat ist ein weißes Pulver, das löslich in Wasser ist.

## Verwendung
Natriumtrifluoracetat wird als Trifluormethylierungsmittel für Verbindungen wie aromatische Halogenide, Aldehyde und Ketone sowie perfluoralkylaromatische Verbindungen verwendet.
Die Verbindung ist ein idealer Ausgangsstoff für die Herstellung von Trifluoracetylhalogeniden durch Einwirkung von Phosphoroxy- und Thiodifluoridhalogeniden. Trifluoracetatderivate verschiedener organischer Verbindungen, die durch Einwirkung von Natriumtrifluoracetat auf organischer Verbindungen entstehen, können als Zwischenprodukte in vielen organischen Reaktionen fungieren.